# Hongdao Jiedao
Hongdao Jiedao (kinesiska: 红岛街道, 红岛) är en socken i Kina. Den ligger i provinsen Shandong, i den östra delen av landet, omkring 300 kilometer öster om provinshuvudstaden Jinan. Antalet invånare är 41673. Befolkningen består av 20 727 kvinnor och 20 946 män. Barn under 15 år utgör 12,0 %, vuxna 15-64 år 76 %, och äldre över 65 år 11,0 %.
Genomsnittlig årsnederbörd är 771 millimeter. Den regnigaste månaden är juli, med i genomsnitt 247 mm nederbörd, och den torraste är januari, med 12 mm nederbörd.